# Plat du jour

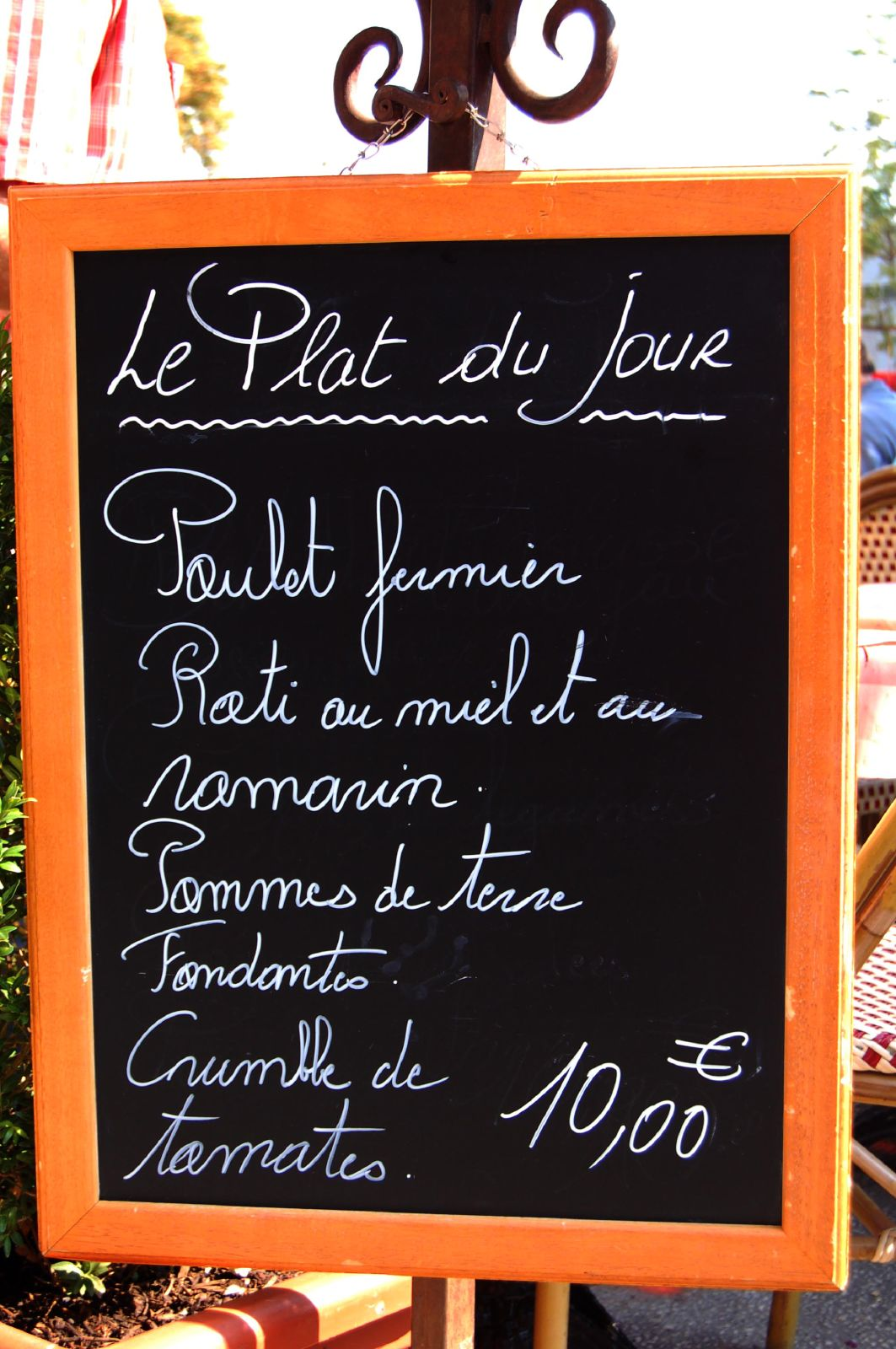
Menu sur ardoise

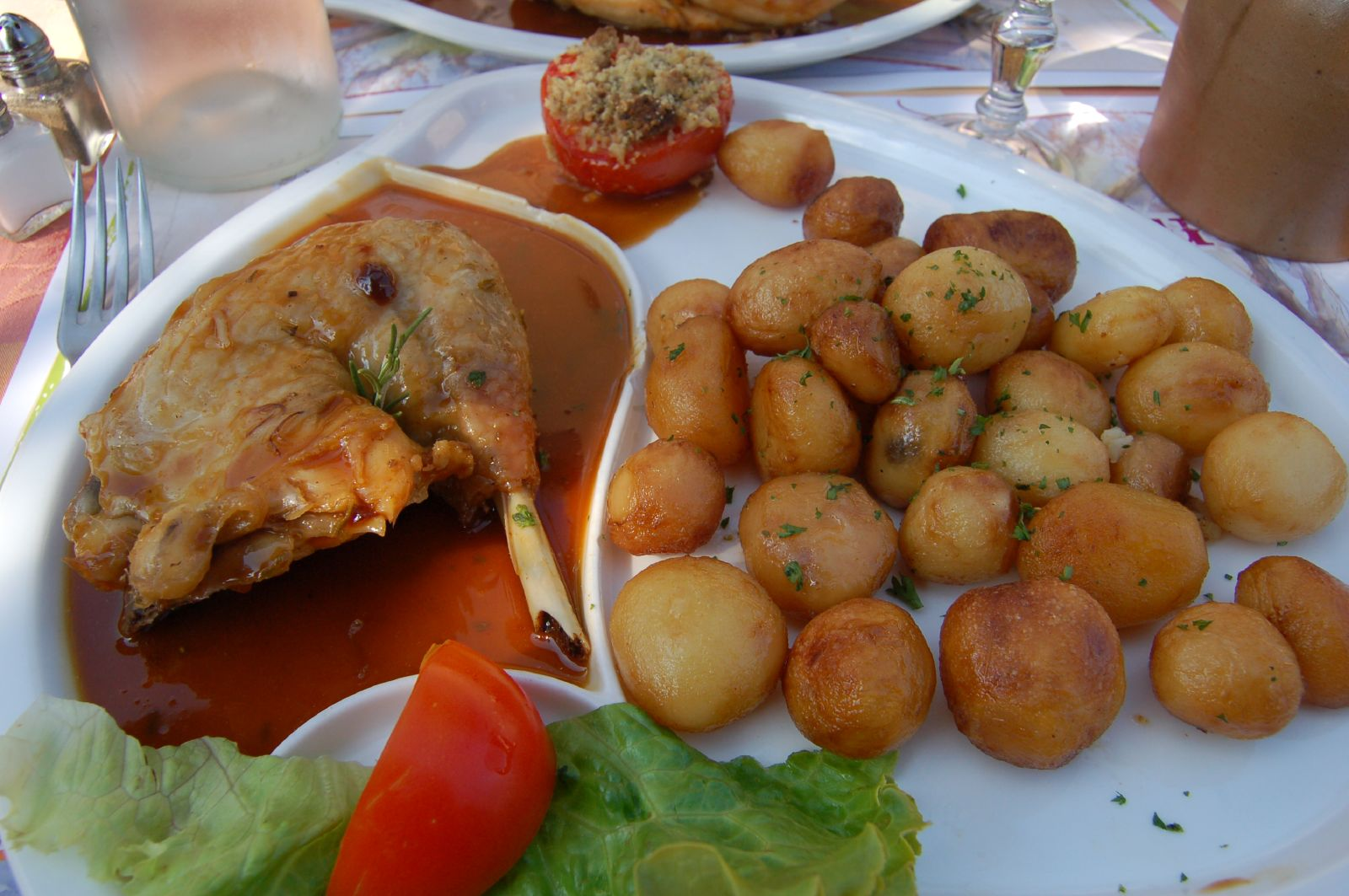
Poulet fermier en plat du jour avec ses pommes de terre et ses tomates

Le plat du jour est un mets proposé par un traiteur ou dans un restaurant, en dehors de la carte, et qui change chaque jour.

## Historique
Le créateur est Pierre Fraysse, un cuisinier natif de Sète, qui, de retour des États-Unis, ouvrit, en 1854, un restaurant dénommé Chez Peter's. Son établissement est entré dans les annales de la gastronomie pour avoir accommodé et servi les animaux du zoo de Vincennes lors du siège de Paris. Il servit ce repas exotique à Théodore-Jacques Bonvalet, nouvellement élu maire du 3e arrondissement de Paris, lors du réveillon de 1870, et se rendit célèbre pour avoir inventé le homard à l'américaine.

## Variété des mets
Georges Blanc, dans un de ses livres intitulé Plat du jour, donne un aperçu de la multitude des mets réalisables qui vont du marbré d'aile de raie à l'aubergine et au pesto, de la croûte aux morilles et foies blonds au vin jaune, en passant par des cannellonis de queue de bœuf aux lentilles ou un simple clafoutis[réf. à confirmer]. Ces mets, inspirés de la cuisine de bistrot, sont réalisés à base de produits « qui n'ont besoin d'aucun artifice pour libérer leur qualité et leur fraîcheur d'expression ». Ils permettent d'offrir à la clientèle une cuisine généreuse et authentique.

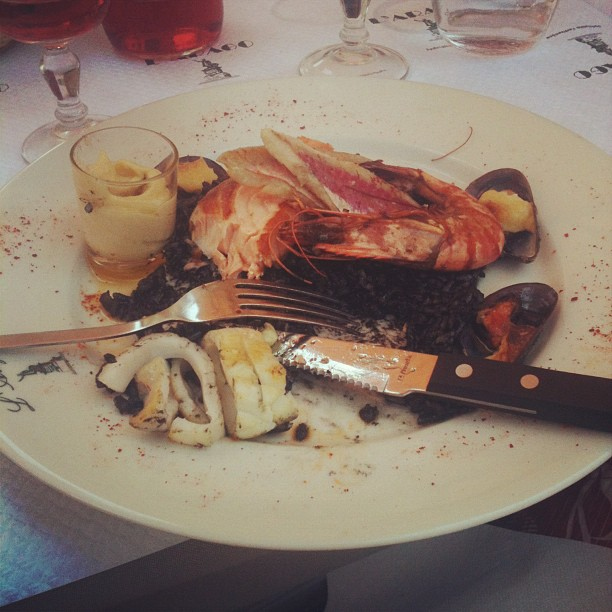
Sarsuela catalane à l'Arago de Perpignan
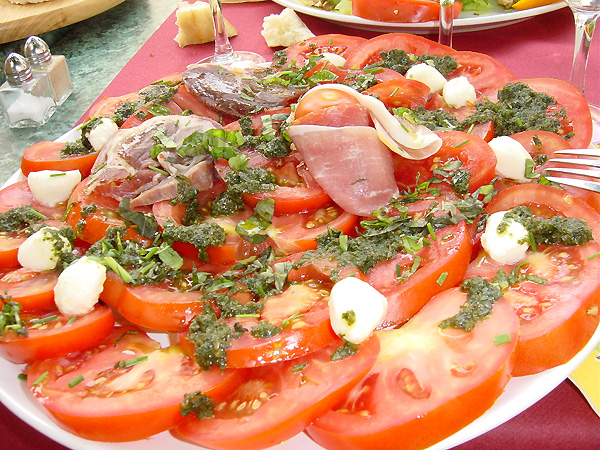
Salade de tomates en Languedoc
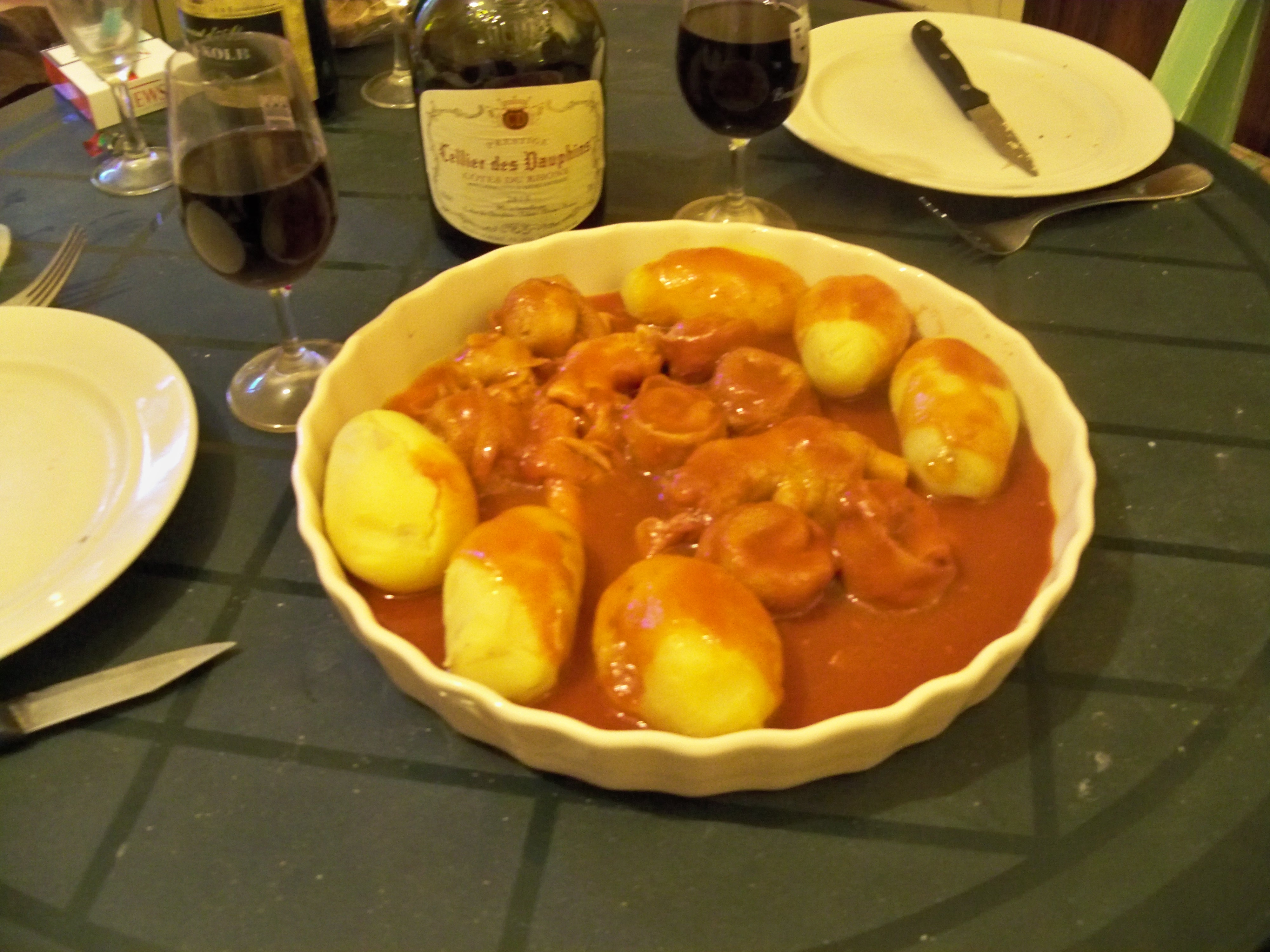
Pieds et paquets de Marseille
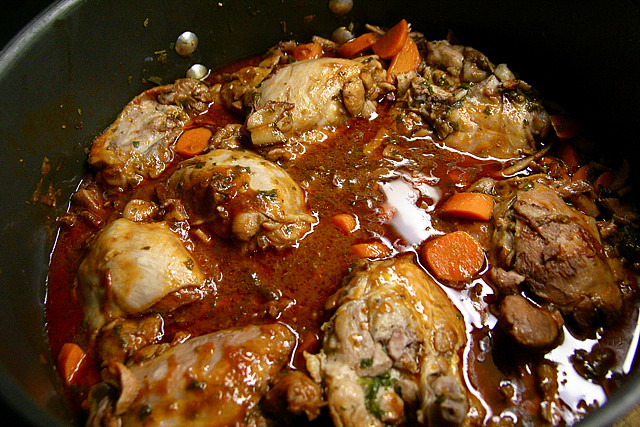
Coq au vin
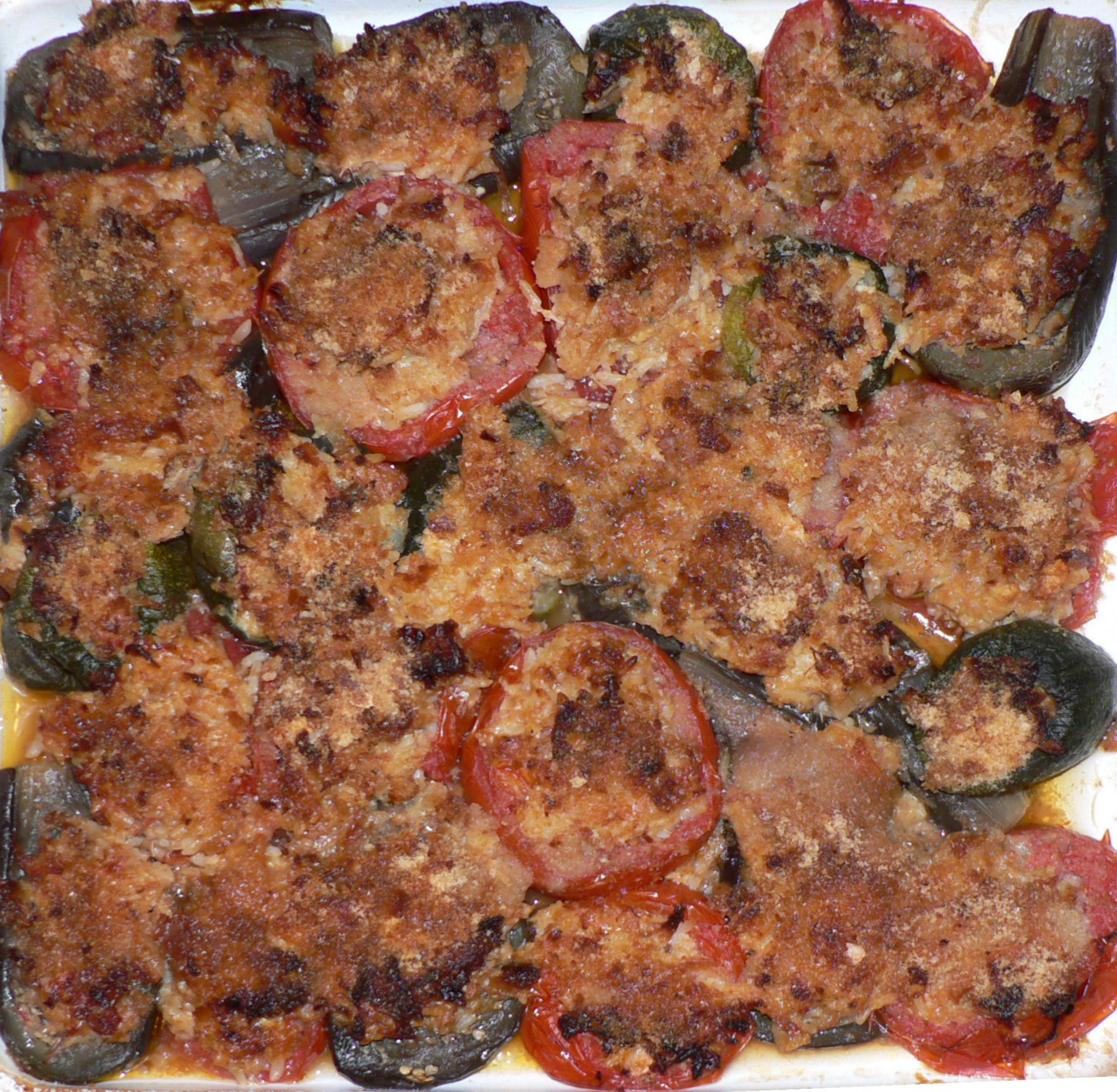
Légumes farcis provençaux

## Avenir du plat du jour
- Si vous ne connaissez pas le sujet, laissez ce bandeau (vous pouvez alors contacter les auteurs).
- Si vous supprimez le contenu mis en cause (vous pouvez préalablement contacter les auteurs),

argumentez précisément cette suppression dans la page de discussion
(un manque de référence n'est pas un argument ; une recherche réelle de référence doit avoir été effectuée, être formellement documentée).

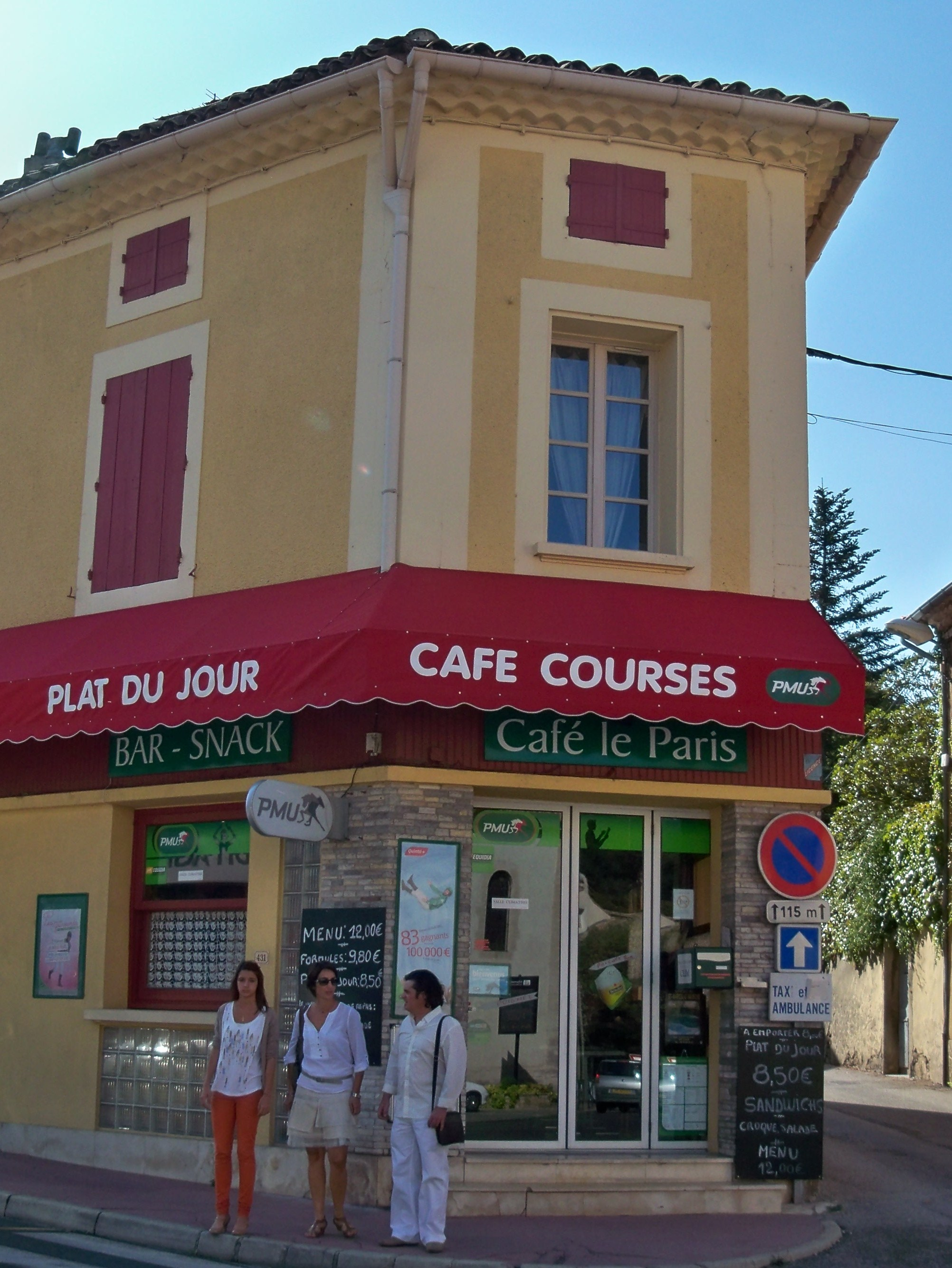
Café-restaurant plat du jour

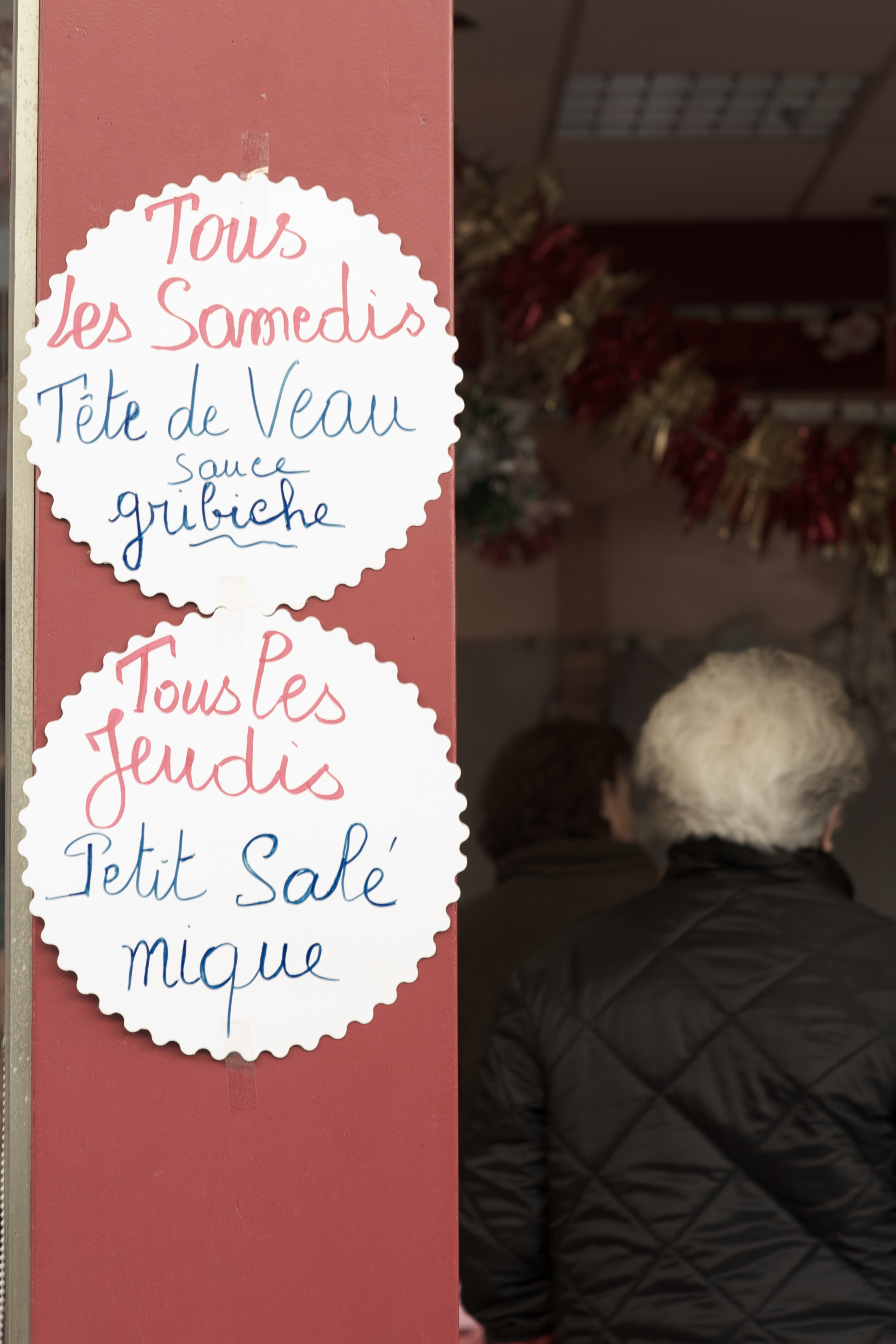
Menu tête de veau

La brasserie, lieu de détente, de rencontres et d'échanges, est avant tout un lieu pour se restaurer et se désaltérer. Une grande partie de sa clientèle recherche le plat du jour, car c'est souvent l'occasion de déguster un plat typique et régional. Le choix repose sur l'inspiration ou les préférences du chef. Ces mets sont toujours proposés à des tarifs avantageux par rapport à ceux proposés à la carte. Plat du jour ? « Alors que le reste du monde se complaît dans les subtilités de la gastronomie moléculaire » commente William Black[Lequel ?], grand amateur de tête de veau et de pis  de vachefrit, grâce à son épouse originaire d'Orléans. Il tente de répondre à cette question avec comme point de départ la tradition de la cuisine française, il développe et affirme son attachement à la bonne cuisine.

## Plat du jour à l'export
Le plat du jour s'est popularisé, en particulier, dans les pays anglo-saxons. Plusieurs livres leur ont été consacrés, notamment, celui de Patience Gray et Primerose Boyd, qui a été et reste un des succès de l'édition culinaire. Encensé par les critiques gastronomiques, il s'est vendu à plus de 150 000 exemplaires, dans les années 1960, et a été avec Elizabeth David, le vecteur de la transformation des habitudes alimentaires de la classe moyenne anglaise avec la découverte de la cuisine française.

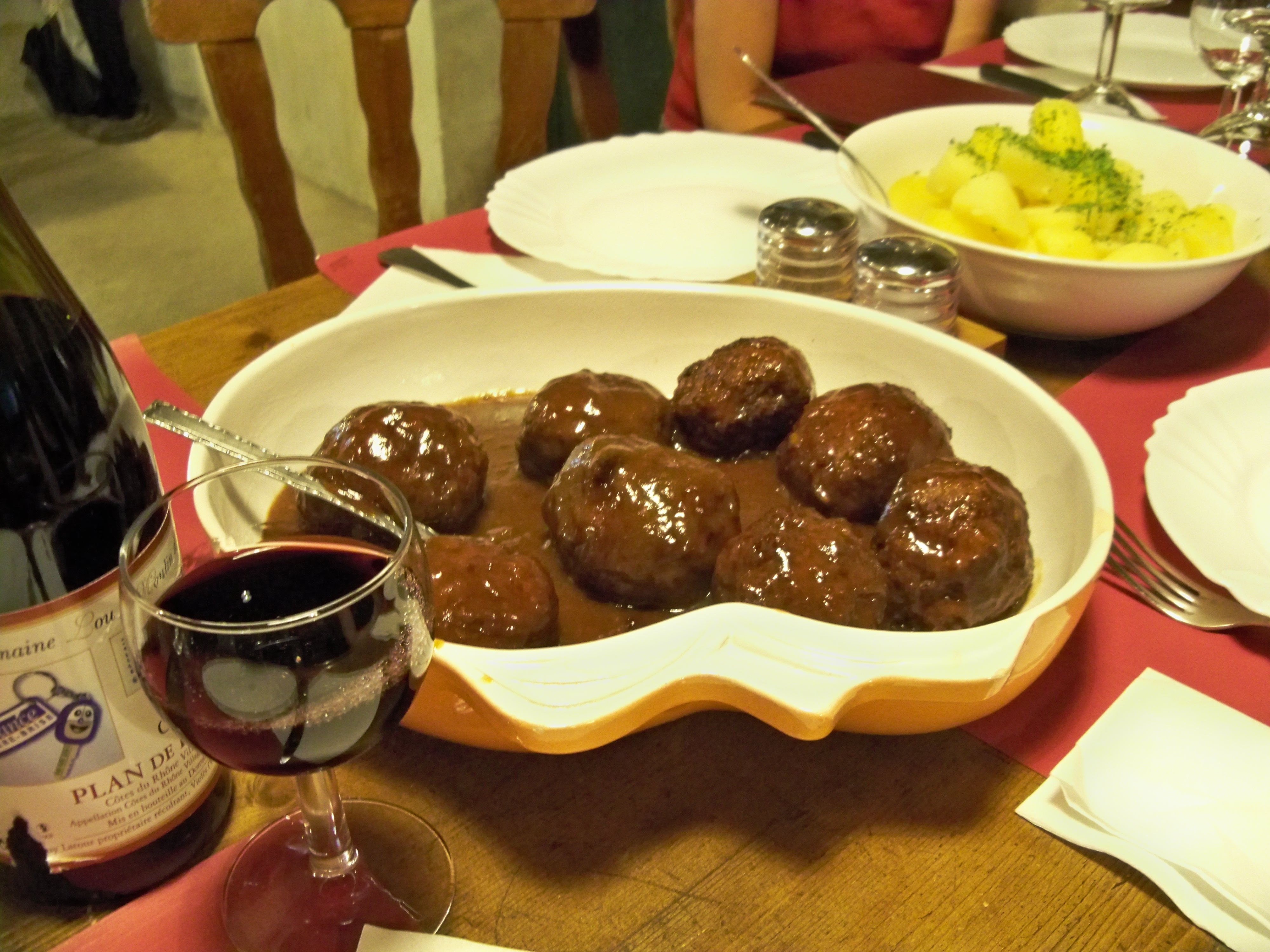
Boulets à la liégeoise
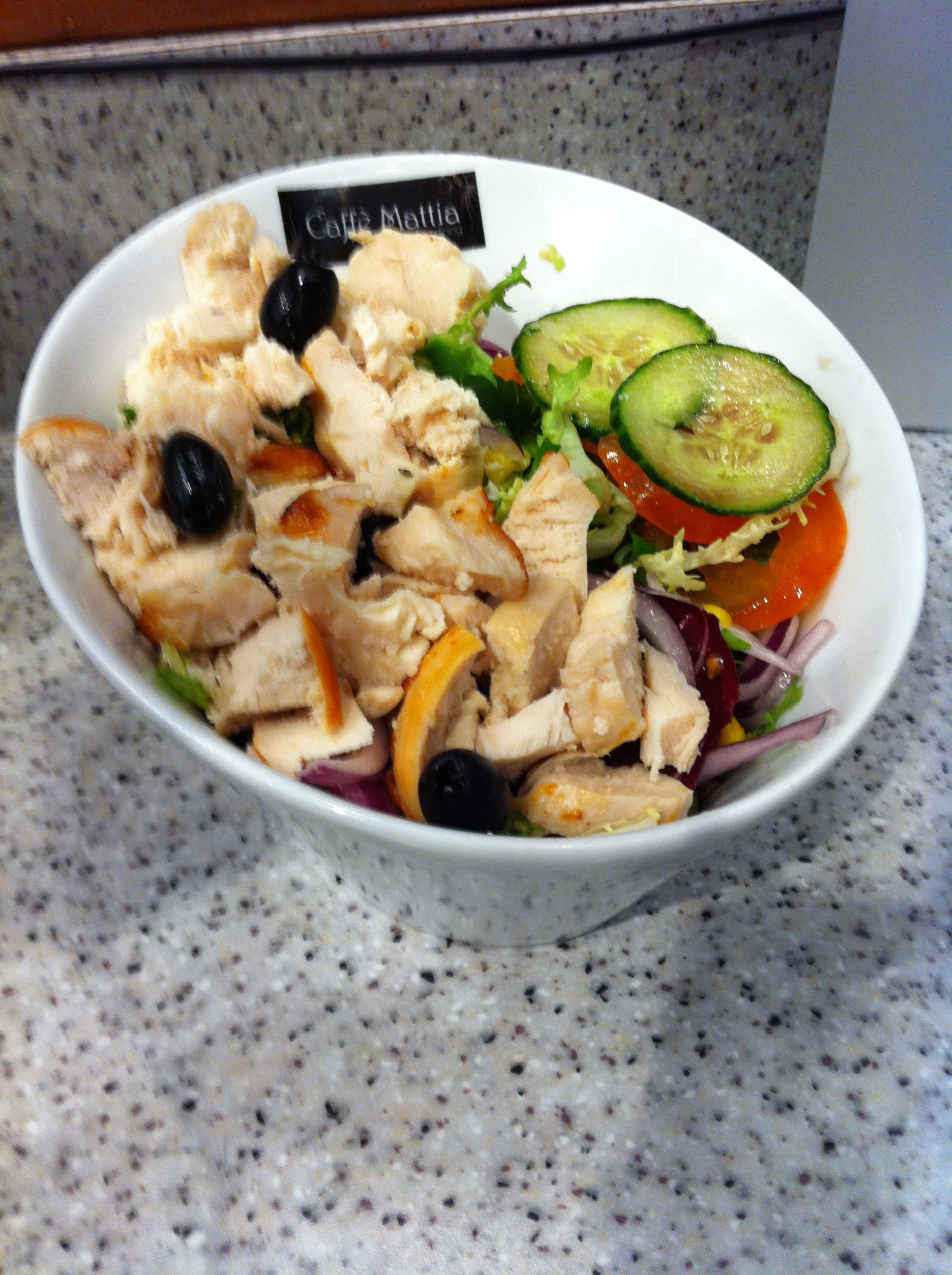
Salade de poulet à Swindon
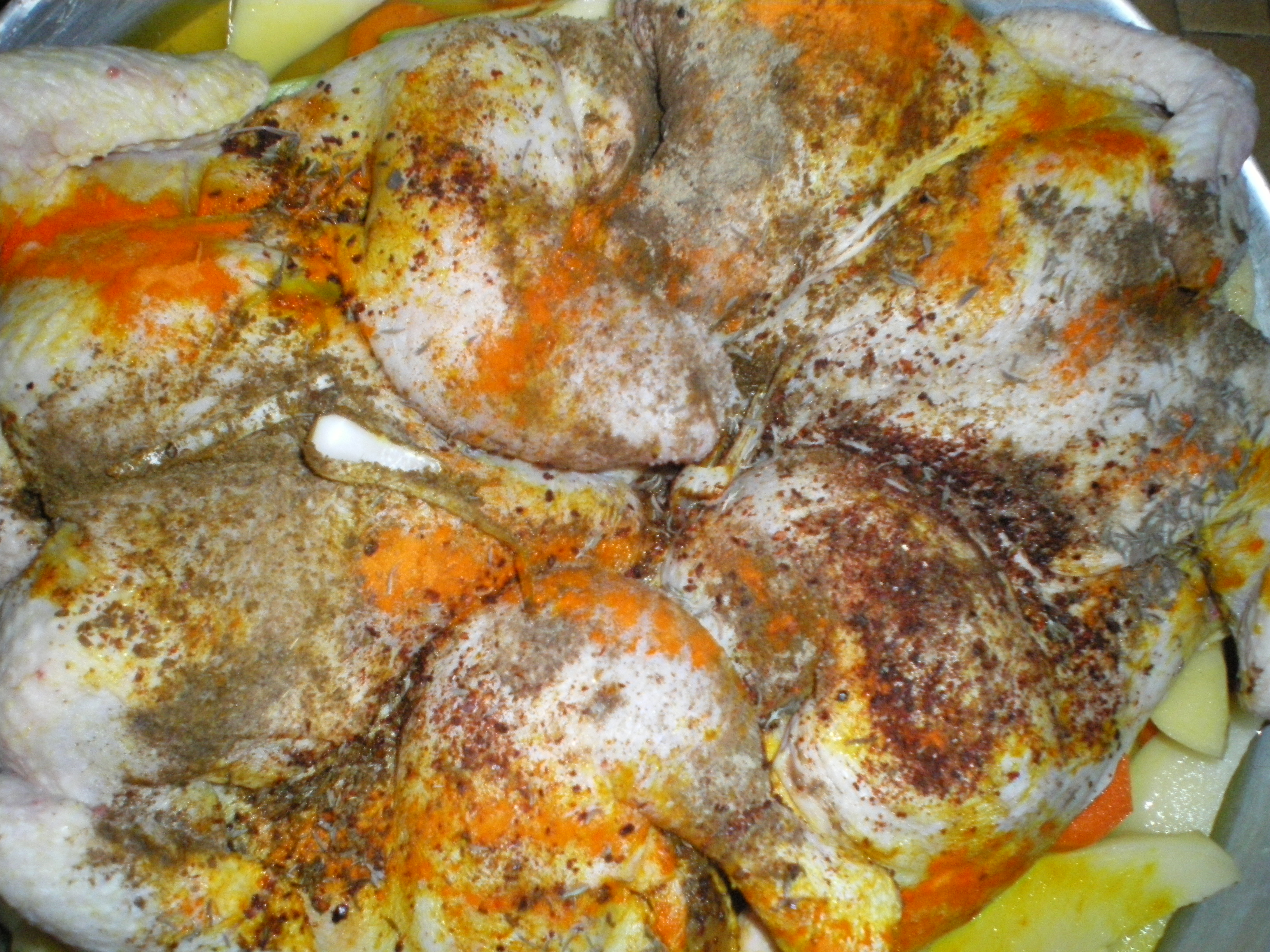
Yassa du Sénégal à base de poulet ou de poisson marinés
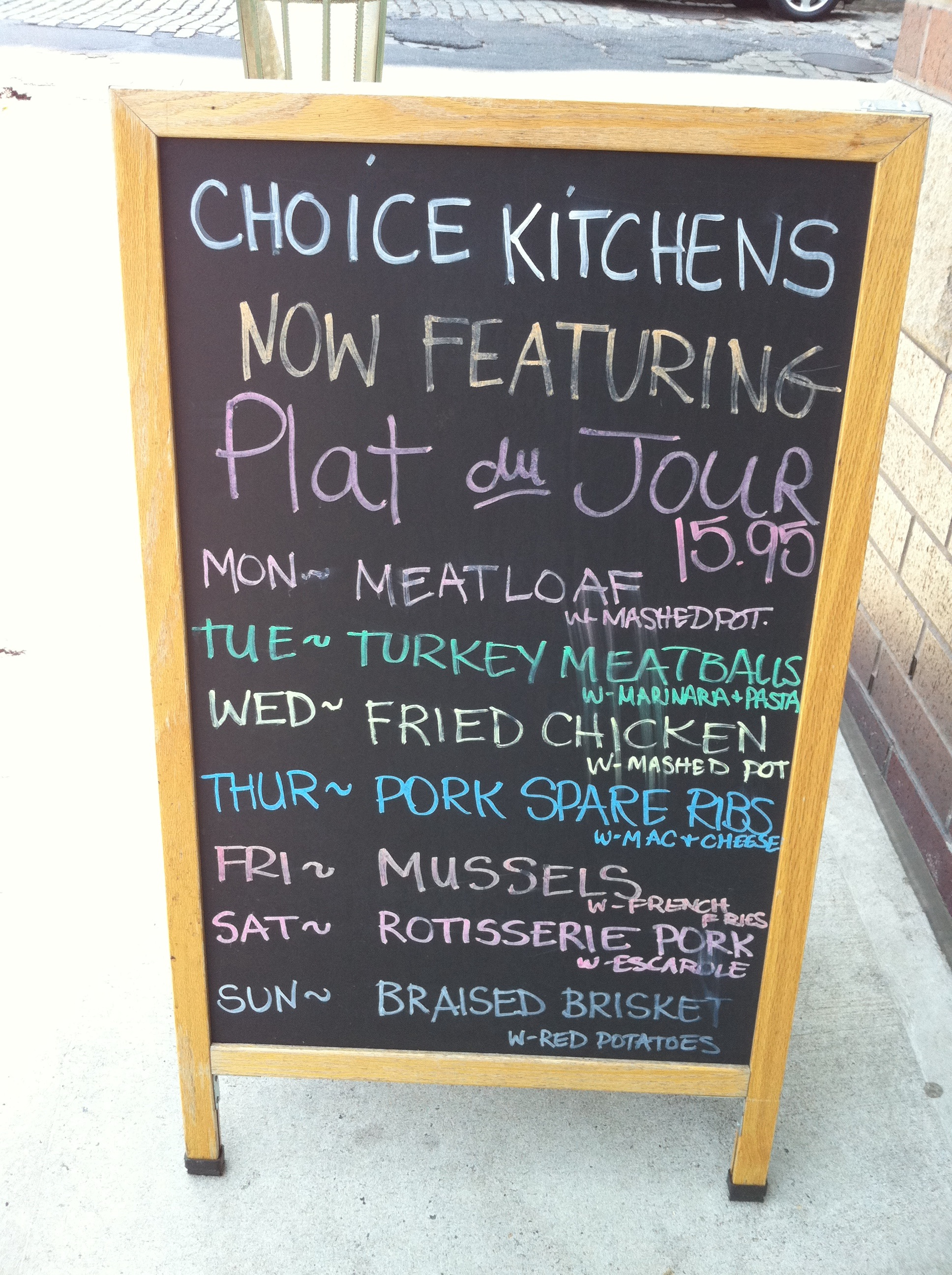
Liste de plats du jour à New York
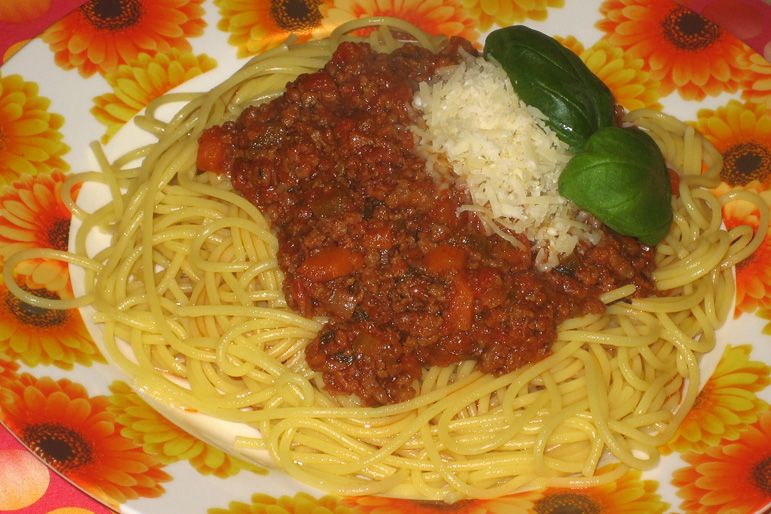
Spaghettis à la bolognaise